# Ucsali
Ucsali (oroszul és baskírul: Учалы) város Baskíriában, az Oroszországi Föderációban, az Urál déli részén, 376 kilométerre délkeletre Ufától. 1963-ban jött létre, amikor Malije Ucsali és Novije Ucsali falvakat egyesítették. A környéken jelentős kalkopirit lelőhely található. A település gazdasága a bányászatra épül.

## Népesség
A népesség etnikai összetétele 2010-ben:
1. baskírok: 50,2%
2. oroszok: 26,6%
3. tatárok: 20,9%
4. egyéb nemzetiségek: 2,3%